# Follia d'amore
«Follia d'amore» (en español: Locura de amor) es una canción compuesta e interpretada por Raphael Gualazzi. 
La canción ganó el Festival de la Canción de San Remo 2011 en la categoría de debutantes (Giovani) así como el Premio "Mia Martini" de la crítica para debutantes. 
El 19 de febrero de 2011, un jurado específico eligió a Gualazzi de entre los participantes en el Festival de San Remo para representar a Italia en el Festival de la Canción de Eurovisión 2011.
En la final de Eurovisión celebrada el 14 de mayo de 2011 en Düsseldorf, Alemania Gualazzi interpretó la versión bilingüe del tema en inglés e italiano titulada "Madness of love". La canción se alzó con el segundo puesto en el concurso. Fue la primera canción italiana en el festival en 14 años desde el 1997.
La canción está incluida en la banda sonora de la película Manuale d'amore 3, dirigida por Giovanni Veronesi.

## Listas
| Lista               | Posición |
| ------------------- | -------- |
| FIMI                | 8        |
| Ö3 Austria Top 75   | 40       |
| Ultratip Flandes    | 33       |
| Ultratip Valonia    | 35       |
| Mega Single Top 100 | 90       |
| Media Control AG    | 52       |